# Teodoto (nome)
Teodoto  è un nome proprio di persona italiano maschile.

## Varianti
- Femminili: Teodota[2], Teodote

### Varianti in altre lingue
- Catalano: Teodot
- Francese: Théodote
- Greco antico: Θεοδοτος (Theodotos)[3]
  - Femminili: Θεοδοτη (Theodote)
- Greco moderno: Θεόδοτος (Theodotos)
- Latino: Theodotus[1][3]
- Polacco: Teodot
- Portoghese: Teódoto
- Russo: Федот (Fedot)[3], Феодот (Feodot)
- Sloveno: Teodot
- Spagnolo: Teódoto

## Origine e diffusione
Deriva, tramite il latino Theodotus, dal nome greco antico Θεοδοτος (Theodotos); è composto dai termini θεος (theos, "dio") e δοτος (dotos, "dato"). Sostanzialmente, ha lo stesso significato di nomi quali Doroteo, Teodoro, Teodosio e Adeodato, cioè "dato da Dio", "dono di Dio", di cui viene talvolta (e impropriamente) considerato variante.
Il suo uso in Italia, assai scarso, è legato principalmente al culto verso san Teodoto, un oste martirizzato ad Ancira per aver sepolto delle altre martiri.

## Onomastico
Il nome venne portato da diversi fra i primi santi; l'onomastico può pertanto essere festeggiato in più date, fra le quali:
- 4 gennaio, san Teodoto, martire in Africa sotto Unerico[4]
- 6 maggio, san Teodoto, vescovo di Kyrenia, martire sotto Licinio[4]
- 18 maggio, san Teodoto, oste di Ancira, martire per aver dato sepoltura ad alcune religiose precedentemente a loro volta martirizzate[4][5]
- 5 luglio, san Teodoto, martire a Tomi[4]
- 2 novembre, san Teodoto, vescovo di Laodicea, partecipante al concilio di Nicea I[4]
- 14 novembre, san Teodoto, martire ad Eraclea[4]

Per la forma femminile si ricordano, alle date seguenti:
- 2 gennaio, santa Teodota, madre dei santi Cosma e Damiano[6]
- 3 luglio, santa Teodota, martire sotto Traiano[6]
- 17 luglio, santa Teodota, nobildonna di Costantinopoli, martire sotto Leone l'Isaurico[6]
- 2 settembre (e altre date), santa Teodota, madre dei santi Evodio, Ermogene e Callista, martire sotto Diocleziano a Nicea[6]
- 29 settembre, santa Teodota, prostituta convertita, martire sotto Agrippa[6]
- 23 ottobre, santa Teodota, martire a Nicea[6]

## Persone
- Teodoto di Bisanzio, teologo greco antico

### Variante Fedot

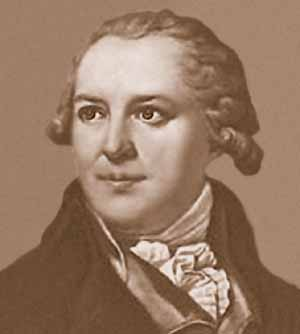
Fedot Ivanovič Šubin

- Fedot Ivanovič Šubin, scultore russo

### Varianti femminili
- Teodota, imperatrice bizantina
- Teodote, nobildonna bizantina